# Fraccionamiento Loma Azul
Fraccionamiento Loma Azul är en ort i Mexiko.   Den ligger i kommunen El Barrio de la Soledad och delstaten Oaxaca, i den sydöstra delen av landet, 500 km sydost om huvudstaden Mexico City. Fraccionamiento Loma Azul ligger 259 meter över havet och antalet invånare är 684.
Terrängen runt Fraccionamiento Loma Azul är kuperad västerut, men österut är den platt. Runt Fraccionamiento Loma Azul är det ganska tätbefolkat, med 86 invånare per kvadratkilometer. Närmaste större samhälle är Matías Romero, 11,1 km nordost om Fraccionamiento Loma Azul. Omgivningarna runt Fraccionamiento Loma Azul är en mosaik av jordbruksmark och naturlig växtlighet.